# Harlem Globetrotters
Gli Harlem Globetrotters sono una squadra di pallacanestro statunitense che si esibisce in tutto il mondo in partite amichevoli; i suoi cestisti combinano comicità, atletismo ed uno stile di gioco prevalentemente orientato allo spettacolo.
Fondata nel 1925, la squadra è di proprietà della famiglia Herschend e ha la sua sede legale a Peachtree City (Georgia).

## Storia
Gli Harlem Globetrotters sono nati nel South Side di Chigago (Illinois) nel 1926, dove sono stati cresciuti tutti i giocatori originali. I Globetrotters iniziarono come Savoy Big Five, una delle principali attrazioni della Savoy Ballroom, inaugurata nel gennaio 1928, una squadra di basket di giocatori afroamericani che si esibivano in esibizioni prima dei balli a causa del calo della frequenza al ballo. Nel 1928, diversi giocatori lasciarono la squadra in una disputa. Quell'autunno, quei giocatori, guidati da Tommy Brookins, formarono una squadra chiamata "Globe Trotters" e quella primavera girarono l'Illinois meridionale. Abe Saperstein è stato coinvolto con la squadra come suo manager e promotore. Nel 1929, Saperstein era in tournée in Illinois e Iowa con la sua squadra di basket chiamata "New York Harlem Globe Trotters". Saperstein scelse il nome Harlem perché allora era considerato il centro della cultura nera americana e il nome Globetrotter per mitizzare le sedi internazionali della squadra. In effetti, i Globetrotters non giocarono ad Harlem fino al 1968, quattro decenni dopo la formazione della squadra.
In un incontro molto seguito pochi anni dopo, la partita Globetrotters-Lakers del 1948, i Globetrotters fecero notizia quando sconfissero una delle migliori squadre di basket bianche del paese, i Minneapolis Lakers (ora Los Angeles Lakers). I Globetrotters continuarono a vincere facilmente le partite grazie al fatto che Harlem possedeva l'intero pool di talenti dei migliori giocatori di basket neri del paese. Una volta una delle squadre più famose del paese, i Globetrotters furono infine eclissati dall'ascesa della National Basketball Association, in particolare quando le squadre NBA iniziarono a schierare giocatori di colore negli anni cinquanta. Nel 1950, Harlem Globetrotter Chuck Cooper divenne il primo giocatore di colore ad essere arruolato nella NBA da Boston e il compagno di squadra Nat "Sweetwater" Clifton divenne il primo giocatore di colore a firmare un contratto NBA quando i New York Knicks acquistarono il suo contratto dai Globetrotters per $ 12.500 (Harlem ottenne $ 10.000 e Clifton ottenne $ 2.500). Gli atti dei Globetrotters spesso sono caratterizzati da un'incredibile coordinazione e abile gestione di uno o più palloni da basket, come passare o fare il giocoliere tra i giocatori, bilanciare o far girare le palle sulla punta delle dita e fare tiri insolitamente difficili.
Nel 1940 la squadra vinse il prestigioso World Professional Basketball Tournament di Chicago, che l'anno prima era stato vinto dai New York Renaissance (entrati nella Basketball Hall of Fame nel 1963).
Dopo la seconda guerra mondiale, i Globetrotters divennero la squadra che è conosciuta oggi, trasformando a poco a poco il loro stile di gioco fino ad arrivare a quello comico che li contraddistingue, rendendoli più noti per lo spettacolo che offrono che per lo sport, e cominciando a girare il mondo divertendo il pubblico. Nel 1951 bucarono anche la cortina di ferro, giocando a Berlino.
Nel 2002 furono eletti nella Basketball Hall of Fame. Anche Abe Saperstein è stato incluso nella prestigiosa galleria, nel 1971.
Oggi gli Harlem Globetrotters si allenano pubblicamente al Walt Disney World Resort ad Orlando (Florida). Nel 2013 è stato assegnato loro il Premio Eddie Hamel, riservato agli sportivi impegnati contro il razzismo.
Nel giugno 2021, i Globetrotters hanno presentato una petizione per unirsi alla National Basketball Association (NBA) come franchigia di espansione.

## Loghi

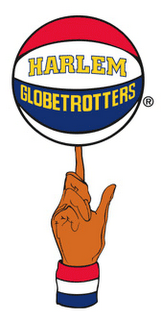
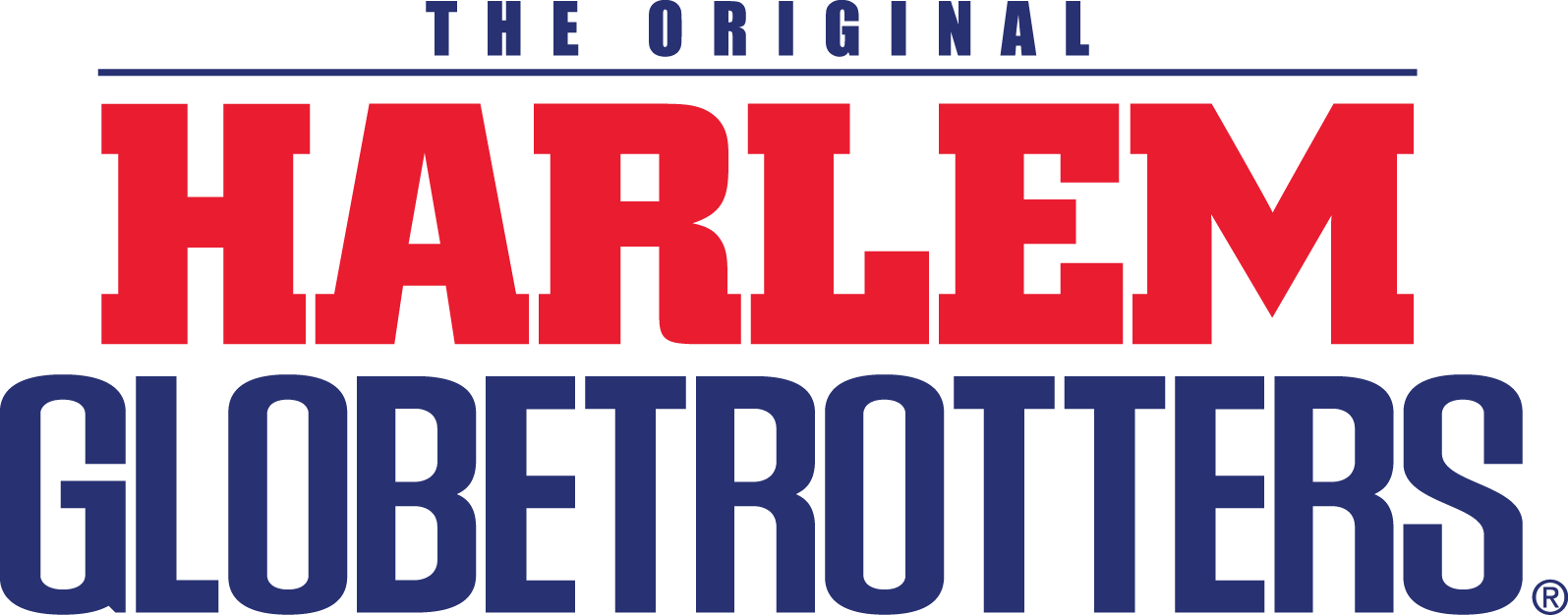
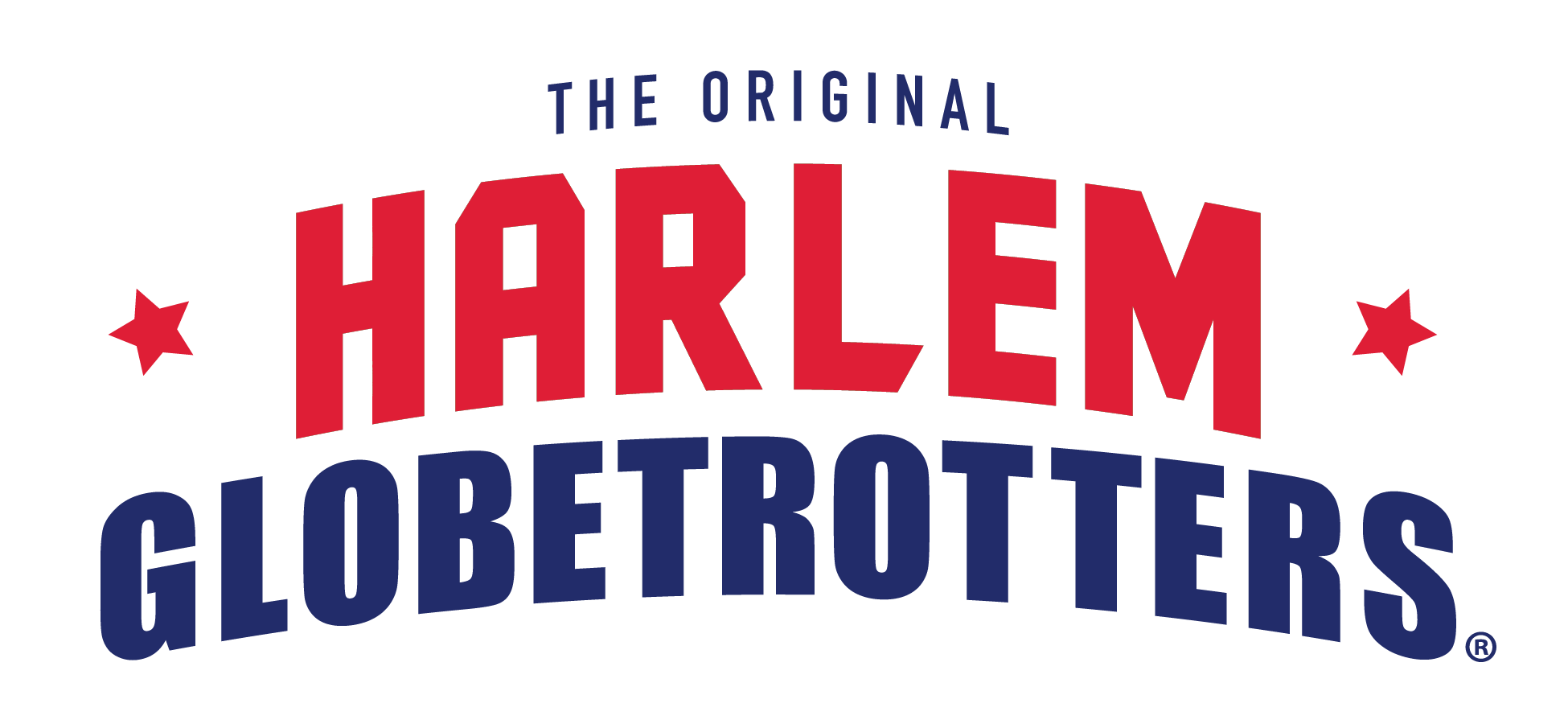

## Squadra attuale
| \| Pos. \| Num. \| Naz. \| Nome \| Altezza \| Peso \| Data nascita \| Provenienza \| \| ---- \| ---- \| ---- \| ---------------------------- \| ------- \| ---- \| ------------ \| ---------------------------------------------------- \| \| A \| 31 \| \| Harrison, Donte "Hammer" \| 206 cm \| — kg \| \| Università Hampton (VA) \| \| A \| 5 \| \| Mack, Chandler "Bulldog" \| 201 cm \| — kg \| \| Università Freed-Hardeman (TN) \| \| A \| 23 \| \| Law, Corey "Thunder" \| 191 cm \| — kg \| \| Università High Point (NC) \| \| G \| 40 \| \| Middleton, Rock "Wham" \| 168 cm \| — kg \| \| Università statale di Savannah (GA) \| \| G \| 32 \| \| Rivers, Latif "Jet" \| 185 cm \| — kg \| \| Wagner College (NY) \| \| G \| 9 \| \| Swanson, Jahmani "Hot Shot" \| 135 cm \| — kg \| \| Monroe College (NY) \| \| G \| 10 \| \| George, Cherelle "Torch" \| 160 cm \| — kg \| \| Università Purdue (IN) \| \| G \| 18 \| \| Lister, Fatima "TNT" \| 168 cm \| — kg \| \| Università Temple (PA) \| \| G \| 11 \| \| Chisholm, Brawley "Cheese" \| 188 cm \| — kg \| \| Università statale Ball (IN) \| \| A \| 57 \| \| Moody, Mario "Bounce" \| 201 cm \| — kg \| \| Università Bethune-Cookman (FL) \| \| G \| 0 \| \| Tompkins, Justin "X-Over" \| 137 cm \| — kg \| \| Bourough of Manhattan Community College (NY) \| \| A \| 42 \| \| Sharpless, Angelo "Spider" \| 193 cm \| — kg \| \| Università statale di Elizabeth City (NC) \| \| G \| 51 \| \| Winston, Lucius "Too Tall" \| 178 cm \| — kg \| \| Università di Tuskegee (AL) \| \| G \| 3 \| \| Artis, Darnell "Speed" \| 170 cm \| — kg \| \| Università Gwynedd Mercy (PA) \| \| A \| 49 \| \| London, Malik "Jammin" \| 201 cm \| — kg \| \| Università del Tennessee a Martin (TN) \| \| A \| 12 \| \| Barrera, Jason "Buckets" \| 191 cm \| — kg \| \| College di Mount Saint Vincent (NY) \| \| A \| 27 \| \| Kirk, Shaun "Airport" \| 198 cm \| — kg \| \| Università della Carolina del Nord a Pembroke (NC) \| \| A \| 55 \| \| McClure, Randy "Crash" \| 193 cm \| — kg \| \| Università statale di Albany (GA) \| \| A \| 25 \| \| Moore, Malik "Prime Time" \| 193 cm \| — kg \| \| Università della Carolina del Sud Upstate (SC) \| \| A \| 45 \| \| Weeks, Alex "Moose" \| 203 cm \| — kg \| \| Università statale Middle Tennessee (TN) \| \| A \| 41 \| \| Dunbar, Louis "Sweet Lou II" \| 191 cm \| — kg \| \| Università di Oklahoma City (OK) \| \| A \| 47 \| \| De La Rosa, Joey "Hot Rod" \| 216 cm \| — kg \| \| Università di St. John (NY) \| \| G \| 48 \| \| Kidon, Pawel "Dazzle" \| 180 cm \| — kg \| \| — \| \| G \| 19 \| \| White, Saul "Flip" \| 183 cm \| — kg \| \| Moraine Valley Community College (IL) \| \| A \| 30 \| \| McClurkin, Julian "Zeus" \| 203 cm \| — kg \| \| Università statale A&T della Carolina del Nord (NC) \| \| G \| 16 \| \| Christensen, Shane "Scooter" \| 185 cm \| — kg \| \| Università del Montana (MT) \| \| G \| 58 \| \| Pearce, Max "Hops" \| 183 cm \| — kg \| \| Purchase College (NY) \| \| A \| 1 \| \| Porter, Arysia "Ace" \| 168 cm \| — kg \| \| Università di St. Mary (TX) \| \| A \| 44 \| \| Moss, Prince "Baller" \| 198 cm \| — kg \| \| Università statale di Grambling (LA) \| \| A \| 29 \| \| Clayborne, Evan "Beast" \| 198 cm \| — kg \| \| Università della Carolina del Nord ad Asheville (NC) \| \| A \| 15 \| \| Castaneda, Mia "Ice" \| 168 cm \| — kg \| \| Università Washburn (KS) \| \| A \| 17 \| \| Kirkendoll, Travion "Diesel" \| 188 cm \| — kg \| \| Centenary College della Louisiana (LA) \| \| A \| 46 \| \| Oliver, Guy "Springs" \| 178 cm \| — kg \| \| Università statale dell'Indiana (IN) \| \| G \| 21 \| \| Garcia, Carl "Lights Out" \| 188 cm \| — kg \| \| Miles College (AL) \| \| A \| 38 \| \| Blount, Mark "Splash" \| — cm \| — kg \| \| Università Neumann (PA) \| \| A \| 56 \| \| Jackson, Zavian "Sky" \| 191 cm \| — kg \| \| Università dell'Arkansas a Pine Bluff (AR) \| \| A \| 28 \| \| Ballard, Joe "Jumpin" \| 198 cm \| — kg \| \| Università statale di Glenville (WV) \| \| A \| 54 \| \| Mitchell, Brandon "Hi-Rise" \| 198 cm \| — kg \| \| Università statale di San Jose (CA) \| \| A \| 43 \| \| Porter-Bunton, Chris "Turbo" \| 196 cm \| — kg \| \| Università statale Austin Peay (TN) \| | Allenatore - Lou Dunbar Legenda - (C) Capitano - (FA) Free agent - (S) Sospeso - Infortunato Roster · Ultima transazione: 23 agosto 2023 |                        |                              |         |      |              |                                                      |
| Pos. | Num. | Naz.                   | Nome                         | Altezza | Peso | Data nascita | Provenienza                                          |
| A | 31 | Stati Uniti (bandiera) | Harrison, Donte "Hammer"     | 206 cm  | — kg |              | Università Hampton (VA)                              |
| A | 5 | Stati Uniti (bandiera) | Mack, Chandler "Bulldog"     | 201 cm  | — kg |              | Università Freed-Hardeman (TN)                       |
| A | 23 | Stati Uniti (bandiera) | Law, Corey "Thunder"         | 191 cm  | — kg |              | Università High Point (NC)                           |
| G | 40 | Stati Uniti (bandiera) | Middleton, Rock "Wham"       | 168 cm  | — kg |              | Università statale di Savannah (GA)                  |
| G | 32 | Stati Uniti (bandiera) | Rivers, Latif "Jet"          | 185 cm  | — kg |              | Wagner College (NY)                                  |
| G | 9 | Stati Uniti (bandiera) | Swanson, Jahmani "Hot Shot"  | 135 cm  | — kg |              | Monroe College (NY)                                  |
| G | 10 | Stati Uniti (bandiera) | George, Cherelle "Torch"     | 160 cm  | — kg |              | Università Purdue (IN)                               |
| G | 18 | Stati Uniti (bandiera) | Lister, Fatima "TNT"         | 168 cm  | — kg |              | Università Temple (PA)                               |
| G | 11 | Stati Uniti (bandiera) | Chisholm, Brawley "Cheese"   | 188 cm  | — kg |              | Università statale Ball (IN)                         |
| A | 57 | Stati Uniti (bandiera) | Moody, Mario "Bounce"        | 201 cm  | — kg |              | Università Bethune-Cookman (FL)                      |
| G | 0 | Stati Uniti (bandiera) | Tompkins, Justin "X-Over"    | 137 cm  | — kg |              | Bourough of Manhattan Community College (NY)         |
| A | 42 | Stati Uniti (bandiera) | Sharpless, Angelo "Spider"   | 193 cm  | — kg |              | Università statale di Elizabeth City (NC)            |
| G | 51 | Stati Uniti (bandiera) | Winston, Lucius "Too Tall"   | 178 cm  | — kg |              | Università di Tuskegee (AL)                          |
| G | 3 | Stati Uniti (bandiera) | Artis, Darnell "Speed"       | 170 cm  | — kg |              | Università Gwynedd Mercy (PA)                        |
| A | 49 | Stati Uniti (bandiera) | London, Malik "Jammin"       | 201 cm  | — kg |              | Università del Tennessee a Martin (TN)               |
| A | 12 | Stati Uniti (bandiera) | Barrera, Jason "Buckets"     | 191 cm  | — kg |              | College di Mount Saint Vincent (NY)                  |
| A | 27 | Stati Uniti (bandiera) | Kirk, Shaun "Airport"        | 198 cm  | — kg |              | Università della Carolina del Nord a Pembroke (NC)   |
| A | 55 | Stati Uniti (bandiera) | McClure, Randy "Crash"       | 193 cm  | — kg |              | Università statale di Albany (GA)                    |
| A | 25 | Stati Uniti (bandiera) | Moore, Malik "Prime Time"    | 193 cm  | — kg |              | Università della Carolina del Sud Upstate (SC)       |
| A | 45 | Stati Uniti (bandiera) | Weeks, Alex "Moose"          | 203 cm  | — kg |              | Università statale Middle Tennessee (TN)             |
| A | 41 | Stati Uniti (bandiera) | Dunbar, Louis "Sweet Lou II" | 191 cm  | — kg |              | Università di Oklahoma City (OK)                     |
| A | 47 | Stati Uniti (bandiera) | De La Rosa, Joey "Hot Rod"   | 216 cm  | — kg |              | Università di St. John (NY)                          |
| G | 48 | Polonia (bandiera)     | Kidon, Pawel "Dazzle"        | 180 cm  | — kg |              | —                                                    |
| G | 19 | Stati Uniti (bandiera) | White, Saul "Flip"           | 183 cm  | — kg |              | Moraine Valley Community College (IL)                |
| A | 30 | Stati Uniti (bandiera) | McClurkin, Julian "Zeus"     | 203 cm  | — kg |              | Università statale A&T della Carolina del Nord (NC)  |
| G | 16 | Stati Uniti (bandiera) | Christensen, Shane "Scooter" | 185 cm  | — kg |              | Università del Montana (MT)                          |
| G | 58 | Stati Uniti (bandiera) | Pearce, Max "Hops"           | 183 cm  | — kg |              | Purchase College (NY)                                |
| A | 1 | Stati Uniti (bandiera) | Porter, Arysia "Ace"         | 168 cm  | — kg |              | Università di St. Mary (TX)                          |
| A | 44 | Stati Uniti (bandiera) | Moss, Prince "Baller"        | 198 cm  | — kg |              | Università statale di Grambling (LA)                 |
| A | 29 | Stati Uniti (bandiera) | Clayborne, Evan "Beast"      | 198 cm  | — kg |              | Università della Carolina del Nord ad Asheville (NC) |
| A | 15 | Stati Uniti (bandiera) | Castaneda, Mia "Ice"         | 168 cm  | — kg |              | Università Washburn (KS)                             |
| A | 17 | Stati Uniti (bandiera) | Kirkendoll, Travion "Diesel" | 188 cm  | — kg |              | Centenary College della Louisiana (LA)               |
| A | 46 | Stati Uniti (bandiera) | Oliver, Guy "Springs"        | 178 cm  | — kg |              | Università statale dell'Indiana (IN)                 |
| G | 21 | Stati Uniti (bandiera) | Garcia, Carl "Lights Out"    | 188 cm  | — kg |              | Miles College (AL)                                   |
| A | 38 | Stati Uniti (bandiera) | Blount, Mark "Splash"        | — cm    | — kg |              | Università Neumann (PA)                              |
| A | 56 | Stati Uniti (bandiera) | Jackson, Zavian "Sky"        | 191 cm  | — kg |              | Università dell'Arkansas a Pine Bluff (AR)           |
| A | 28 | Stati Uniti (bandiera) | Ballard, Joe "Jumpin"        | 198 cm  | — kg |              | Università statale di Glenville (WV)                 |
| A | 54 | Stati Uniti (bandiera) | Mitchell, Brandon "Hi-Rise"  | 198 cm  | — kg |              | Università statale di San Jose (CA)                  |
| A | 43 | Stati Uniti (bandiera) | Porter-Bunton, Chris "Turbo" | 196 cm  | — kg |              | Università statale Austin Peay (TN)                  |

## Cestisti

### Numeri ritirati

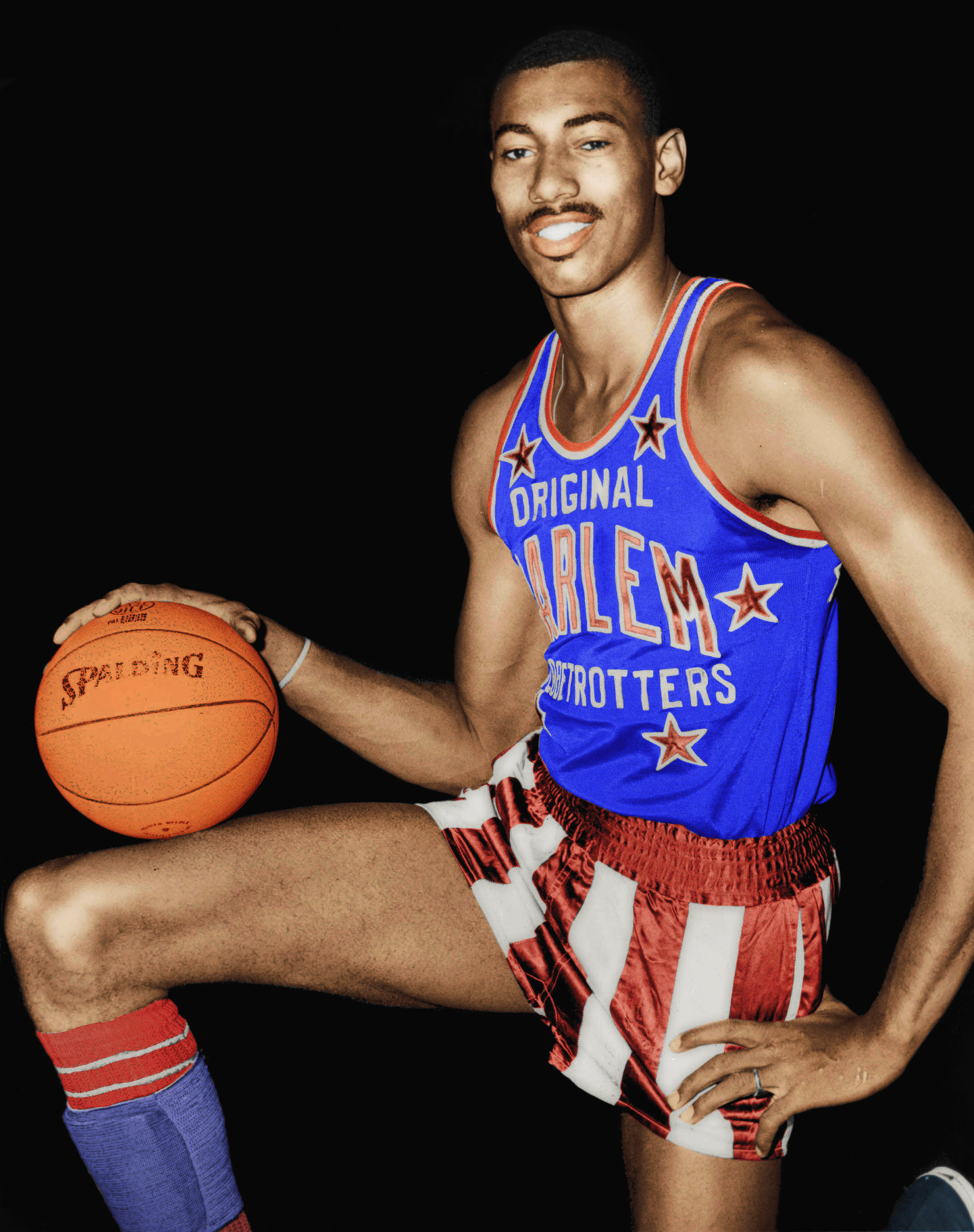
Wilt Chamberlain

| Num. | Giocatore              | Stagione/i          | Data ritiro      |
| 13   | Wilt Chamberlain       | 1958-1959           | 9 marzo 2000     |
| 20   | Marques Haynes         | 1947-1953 1972-1992 | 5 gennaio 2001   |
| 22   | Fred "Curly" Neal      | 1963-1985           | 15 febbraio 2008 |
| 33   | Charles "Tex" Harrison | 1954-1972           | 26 dicembre 2017 |
| 35   | Hubert "Geese" Ausbie  | 1961-1985           | 31 gennaio 2017  |
| 36   | Meadowlark Lemon       | 1955-1983 1994      | 5 gennaio 2001   |
| 41   | "Sweet" Lou Dunbar     | 1977-presente       | 15 febbraio 2019 |
| 50   | Reece "Goose" Tatum    | 1941-1943 1945-1955 | 8 febbraio 2002  |

### Hall of Fame

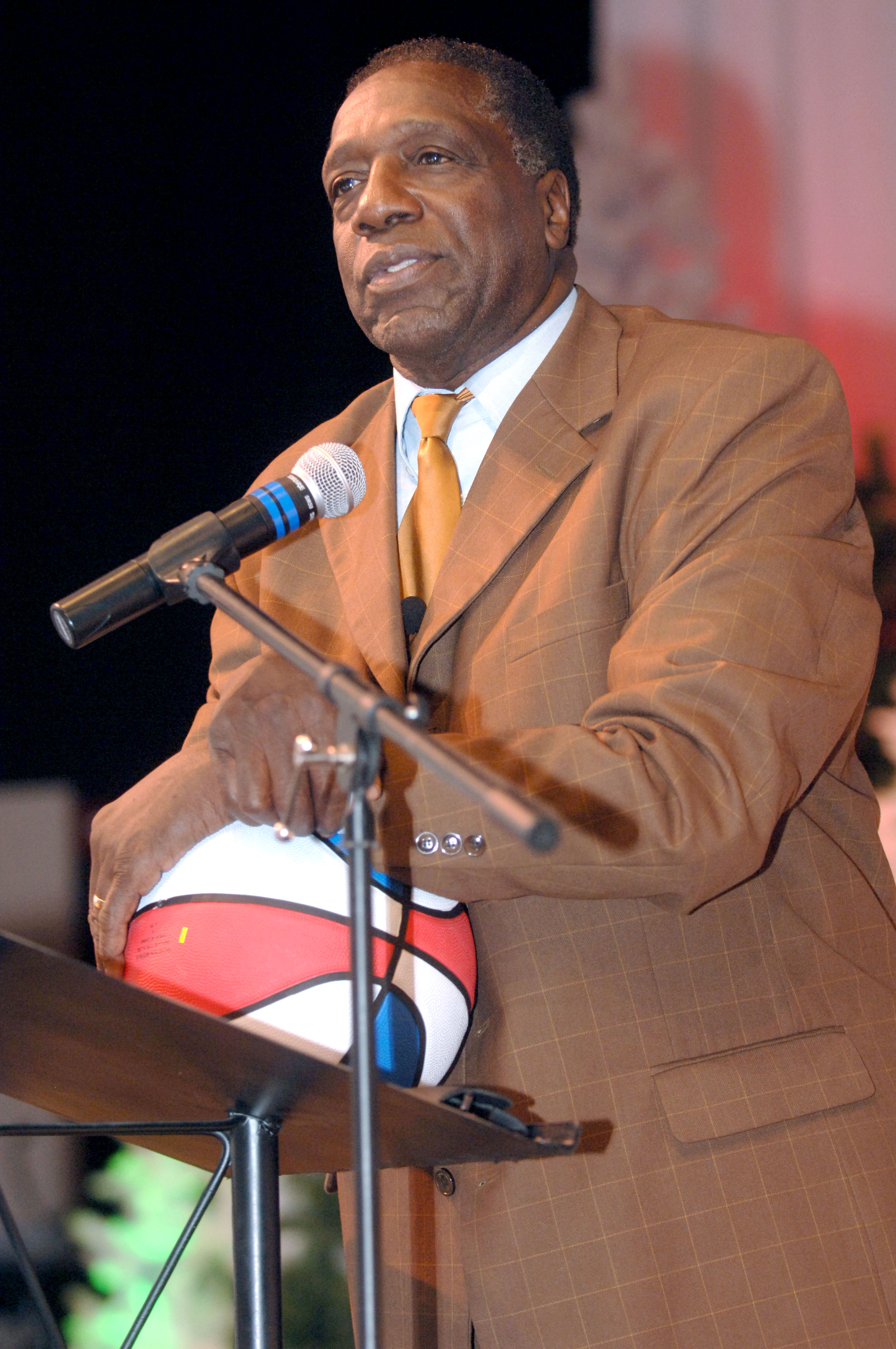
Meadowlark Lemon

| Giocatori        | Giocatori           | Giocatori      |
| ---------------- | ------------------- | -------------- |
| Nome             | Stagione/i          | Introdotto nel |
| Wilt Chamberlain | 1958-1959           | 1979           |
| Pop Gates        | 1950-1955           | 1989           |
| Connie Hawkins   | 1963-1967           | 1992           |
| Marques Haynes   | 1947-1953 1972-1992 | 1998           |
| Lynette Woodard  | 1985-1987           | 2004           |
| Goose Tatum      | 1941-1943 1945-1955 | 2011           |
| John Isaacs      | 1943-1944           | 2015           |
| Zack Clayton     |                     | 2017           |
| Contributori     |                     |                |
| Nome             | Stagione/i          | Introdotto nel |
| Abe Saperstein   | 1927-1966           | 1971           |
| Elmer Ripley     | 1953-1956           | 1973           |
| Meadowlark Lemon | 1955-1983 1994      | 2003           |
| Nat Clifton      | 1948-1950           | 2014           |
| Mannie Jackson   | 1962-1964           | 2017           |

## Membri onorari
- Henry Kissinger (dal 1976)[10]
- Bob Hope (1977)[11]
- Kareem Abdul-Jabbar (1989)[12]
- Whoopi Goldberg (1990)[13]
- Nelson Mandela (1996)[12][14]
- Jackie Joyner-Kersee (1999)[15]
- Papa Giovanni Paolo II (2000)[16]
- Jesse Jackson (2001)[17]
- Papa Francesco (2015)[18]
- Robin Roberts (2015)[19]

## Cultura di massa
- Gli Harlem Globetrotters appaiono diverse volte nella serie animata Futurama.
- Gli Harlem Globetrotters appaiono ne I Simpson, nella puntata Homer il clown in una partita contro i Washington Generals.
- I Simpson impersonano gli Harlem Globetrotters nella gag del divano di La città di New York contro Homer (episodio 1, nona stagione).
- Gli Harlem Globetrotters appaiono in tre episodi nella seconda serie animata di Scooby-Doo.
- Gli Harlem Globetrotters appaiono nella serie animata American Dad.
- Gli Harlem Globetrotters appaiono nella serie animata I Griffin, nell'episodio "Brian Repubblicano", episodio 2, stagione 9.

- Harlem Globetrotters, una serie animata di Hanna-Barbera, trasmessa dal 12 settembre 1970 al 16 ottobre 1971.
- The Super Globetrotters, una seconda serie animata di Hanna-Barbera, trasmessa dal 22 settembre al 15 dicembre 1979.